# NGC 5795
NGC 5795 ist eine 14,0 mag helle Spiralgalaxie vom Hubble-Typ Sc im Sternbild Bärenhüter und etwa 112 Millionen Lichtjahre von der Milchstraße entfernt.
Sie wurde am 24. Juni 1887 von Lewis A. Swift entdeckt, der dabei „vF; pS; eE; spindle; pB * close to p end; [N5794, N5797, N5804, N5805] in field“ notierte.